# لواد لخضر
لواد لخضر (به فرانسوی: Loued Lakhdar) یک منطقهٔ مسکونی در مراکش است که در استان قلعه سراغنه واقع شده‌است. لواد لخضر ۹٬۳۶۲ نفر جمعیت دارد.